# Eurydome (księżyc)
Eurydome (Jowisz XXXII) – mały zewnętrzny księżyc Jowisza, odkryty w 2001 roku przez grupę astronomów z Uniwersytetu Hawajskiego, kierowaną przez Scotta Shepparda.

## Nazwa
Nazwa księżyca pochodzi od mitycznej Eurydome, która uchodziła za matkę Charyt (choć zwykle tę rolę przypisuje się Eurynome).

## Charakterystyka fizyczna
Eurydome jest jednym z najmniejszych księżyców Jowisza, jego średnicę ocenia się na około 3 km. Średnia gęstość tego ciała to ok. 2,6 g/cm3, składa się ono głównie z krzemianów. Powierzchnia księżyca jest bardzo ciemna – jego albedo wynosi zaledwie 0,04.
Z Ziemi można go zaobserwować jako obiekt o jasności wizualnej co najwyżej 22,7 magnitudo.
Eurydome obiega Jowisza ruchem wstecznym, czyli w kierunku przeciwnym do obrotu planety wokół własnej osi. Satelita należy do grupy Pazyfae.